# Джули Оринджър
Джули Оринджър (на английски: Julie Orringer) е американска писателка на произведения в жанра исторически роман и социална драма.

## Биография и творчество
Джули Оринджър е родена на 12 юни 1973 г. в Маями, Флорида, САЩ, в еврейско семейство. Когато е 4-годишна семейството се мести в Бостън, а когато е 6-годишна в Ню Орлиънс, където посещава частно училище. През 1986 г. семейството се мести в Ан Арбър, където завършва държавна гимназия. По това време майка ѝ умира от рак на гърдата, което силно ѝ повлиява. Следва в университет „Корнел“, който завършва през 1994 г. с бакалавърска степен по английска филология, а преподавателите ѝ я насърчават да преследва писателска кариера. Получава през 1996 г. магистърска степен по творческо писане на художествена литература от писателската работилница на Айова.
След дипломирането си се премества в Сан Франциско, където работи на временни места, като в свободното си време продължава да пише. През 1999 г. получава стипендия „Уолъс Стегнър“ за програмата за творческо писане в Станфордския университет. По това време нейните разкази са публикувани в литературни списания, като „Йеил Ривю“, където два пъти са били награждавани с Наградата на редакторите за най-добър разказ на годината и в „Парис Ривю“, където са получавали отличие за Откритие на годината през 1998 г., и в антологии – The Granta Book of the American Short Story и The Scribner Anthology of American Short Fiction.
Девет от разказите ѝ са публикувани в сборника ѝ How to Breathe Underwater (Как се диша под вода) през 2003 г. Книгата е обявена за книга на годината от „Сан Франциско Кроникъл“ и „Лос Анджелис Таймс“, както и за Най-забележителна книга на „Ню Йорк Таймс“, и е преведена на различни езици. След завършване на програмата, в продължение на три години работи като лектор по писане на художествена литература в университета. От 2006 г. е гостуващ писател в Калифорнийския колеж „Сейнт Мери“.
Първият ѝ роман „Невидимият мост“ е издаден през 2010 г. Той е история за семейство унгарски евреи от годините на Втората световна война, техните стремежи и любов преди нея, до борбата за оцеляване в най-страшното време в световната история, опасната сила на изкуството във време на война, история от унгарското градче Коняр до богатите домове в Будапеща и Париж, до ужасяващия живот в трудовите лагери и Холокоста. Романът става бестселър в списъка на „Ню Йорк Таймс“ и я прави известна.
Вторият ѝ роман The Flight Portfolio (Полетното портфолио) от 2019 г. е базиран на истинската история на Вариан Фрай, американски журналист, който през 1940 г. отива в окупирана Европа, за да помогне за спасяването на еврейски художници, бягащи от Холокоста и включени в черния списък на Гестапо.
Джули Оринджър живее със семейството си в Бруклин.

## Произведения

### Самостоятелни романи
- The Invisible Bridge (2010)[1]
Невидимият мост, изд.: ИК „Ентусиаст“, София (2012), прев. Катя Перчинкова
- The Flight Portfolio (2019)

### Участие в общи серии с други писатели

#### Серия „Събиране на наследство“ (Inheritance collection)
2. Can You Feel This? (2019)
от серията има още 4 романа от различни автори

### Новели
- When She Is Old and I Am Famous (2015)[1]

### Сборници
- How to Breathe Underwater (2003)[1]
- Poolside (2007) – с Алис Адамс, Ейми Блум, Джон Чийвър, Ърнест Хемингуей, А. М. Хоумс, Андреа Лий, Джойс Каръл Оутс, Една О'Брайън, Джеймс Пърди, Греъм Суифт, Джон Ъпдайк, Дейвид Фостър Уолъс и Фей Уелдън

### Екранизации
- Transatlantic – тв минисериал (2023)